# داوسون (دهانه)
داوسون یک دهانه برخوردی در ماه‌ است.

## دهانه‌های اقماری
این دهانه ۲ دهانه اقماری دارد.
| Dawson | عرض جغرافیایی | طول جغرافیایی | قطر          |
| ------ | ------------- | ------------- | ------------ |
| D      | ۶۶.۶° S       | ۱۳۱.۷° W      | ۳۹.۰ کیلومتر |
| V      | ۶۶.۶° S       | ۱۳۷.۰° W      | ۵۸.۰ کیلومتر |